# يوسف ناصيف ضاهر
يوسف ناصيف ضاهر (1870 - بين 1945 و1947) أديب عربي مهجري، بقاعيّ من لبنان، وهو أحد أعضاء ندوة رواق المعرِّي. نظرًا إلى ظروف جبل لبنان الصعبة أواخر العهد العثماني، سافر يوسف ناصيف ضاهر إلى البرازيل في العام 1887، وبقي في ريو دي جانيرو حيث مارس الصحافة، قبل أن يتّجه إلى ساو باولو ليعمل في المحاسبة بمعملٍ للقماش، ثمّ في مصرف. عاد إلى ريو دي جانيرو وقام بنشر صحف يوميّة وهي البريد في 1909، وحمارة بلدنا في 1919، ولبنان الكبير في 1920، والفانوس في 1931. وقد كان صحافيًّا صادقًا وكاتبًا لامعًا. ابتداءً من 1905، أصبح مترجمًا محلّفًا في اللغة العربيّة التي دافع عنها بكلّ قواه.